# چشام، باکینگهام‌شر
latitudeچشام، باکینگهام‌شرlongitudeچشام، باکینگهام‌شر
چشام (به انگلیسی: Chesham) یک شهرک در انگلستان است که در باکینگهام‌شر واقع شده‌است.

## خصوصیات
چشام ۲۱٬۴۸۳ نفر جمعیت دارد.

## خواهرخوانده
شهرهای اوی، ایولین، فریدریشزدورف و آرچنا خواهرخوانده‌های چشهام هستند.